# ジョン・S・マケイン (ミサイル駆逐艦)
| USS John S. McCain | |
| 艦歴               | |
| 発注               | 1988年12月13日                                                                                             |
| 起工               | 1991年9月3日                                                                                               |
| 進水               | 1992年9月26日                                                                                              |
| 就役               | 1994年7月2日                                                                                               |
| 退役               | |
| その後             | 就役中 |
| 要目               | |
| 排水量             | 満載: 8,362 トン                                                                                           |
| 全長               | 153.9 m (505 ft)                                                                                           |
| 全幅               | 20.1 m (66 ft)                                                                                             |
| 吃水               | 9.4 m (31 ft)                                                                                              |
| 機関               | COGAG方式                                                                                                  |
| 機関               | LM 2500-30ガスタービンエンジン (27,000shp) ×4基                                                            |
| 機関               | 可変ピッチプロペラ（5翅）×2軸                                                                              |
| 最大速             | 31ノット                                                                                                   |
| 航続距離           | 4,400 海里（20ノット時）                                                                                   |
| 乗員               | 士官、兵員 337名                                                                                           |
| 兵装               | Mk.45 mod.2 5インチ単装砲 ×1基                                                                             |
| 兵装               | Mk.38 25mm単装機関砲 ×2基                                                                                  |
| 兵装               | Mk.15 20mmCIWS×2基                                                                                         |
| 兵装               | M2 12.7mm機銃 ×4挺                                                                                         |
| 兵装               | Mk.41 mod.2 VLS ×90セル - SM-2MR/ER SAM - SM-3 ABM - ESSM 短SAM - VLA SUM - トマホーク SLCM などを発射可能 |
| 兵装               | ハープーンSSM 4連装発射筒×2基                                                                              |
| 兵装               | Mk.32 3連装短魚雷発射管×2基                                                                                |
| 艦載機             | ヘリコプター甲板のみ, 格納庫なし                                                                           |
| C4ISTAR            | AWS B/L 5 (Mk.99 GMFCS×3基)                                                                                |
| C4ISTAR            | AN/SQQ-89                                                                                                  |
| センサ             | AN/SPY-1D 多機能レーダー×4面                                                                               |
| センサ             | AN/SPS-67 対水上レーダー×1基                                                                               |
| センサ             | AN/SQS-53C艦首装備ソナー                                                                                   |
| センサ             | AN/SQR-19 曳航ソナー                                                                                       |
| 電子戦             | AN/SLQ-32(V)2 ESM装置                                                                                      |
| 電子戦             | Mk.36 mod.12 デコイ発射装置                                                                                |
| モットー           | Fortune Favors the Brave                                                                                   |

ジョン・S・マケイン (英語: USS John S. McCain, DDG-56) は、アメリカ海軍のアーレイ・バーク級ミサイル駆逐艦の6番艦。その名を持つ艦としては2隻目。
艦名はアメリカ海軍の提督ジョン・S・マケイン・シニアおよびジョン・S・マケイン・ジュニアに因む。ジョン・S・マケイン・ジュニアは潜水艦ガンネルおよびデンテューダを指揮し、1972年に退役するまで太平洋軍最高司令官を始めとする多くの要職に就いた。ジョン・S・マケイン・シニアは空母レンジャーを指揮し、1944年まで機動部隊指揮官の役割を果たした。
2018年7月11日には、ジョン・S・マケイン3世上院議員が艦名の由来に付け加えられた。ジョン・マケイン3世は海軍パイロットとしてベトナム戦争に従軍、撃墜され捕虜となった後に帰国。1981年に退役後、共和党の連邦下院議員、連邦上院議員となり、共和党の重鎮として大統領選挙にも出馬している。

## 艦歴
第7艦隊に所属し、母港は日本の横須賀。ミサイル防衛対応艦船。
1994年7月2日の就役当初、ハワイの真珠湾に配属されたが、1997年に横須賀へ配置転換された。
2003年1月、ペルシア湾に展開し、イラク戦争での侵攻作戦を支援する為、トマホークミサイルを39発発射し、en:Navy Unit Commendationを受賞した。2003年、2004年両年にNavy Battle E for DESRON 15を受賞。2007年2月16日、2006 Battle "E" awardを受賞。
2009年6月に、監視していた中国人民解放軍海軍の潜水艦が曳航ソナーに接触、これを損傷した。
2011年3月、空母ロナルド・レーガンに同伴し、東日本大震災の救援活動を行うため本州東北部に配備された。
2012年12月、北朝鮮は「人工衛星」と称する弾道ミサイルの発射を予告する。これに対し米国海軍は黄海に艦艇を展開させ不測の事態に備える。ジョン・S・マケインはCG-76 シャイローと共に先行の2隻に続いて追加派遣され、ミサイル発射予告の初日に当たる12月10日までに当該海域に配備される。他に海上自衛隊からイージス艦3隻、大韓民国海軍から2隻を加えた10隻態勢で臨む。ミサイルは同月12日に発射された（「光明星3号2号機」参照）。
2016年10月2日、ジョン・S・マケインとUSS Frank Cableは、1975年のベトナム戦争終結以来初となる米海軍船舶によるベトナム・カムラン湾訪問を行った。
2019年5月28日、ジョン・マケイン三世上院議員の政敵であったドナルド・トランプがアメリカ合衆国大統領として横須賀基地を訪問。ホワイトハウスにより、基地内で修理中の艦名を目にしないよう、訪問中の間、艦名に布をかぶせる指示が出されたと報じられた。この命令は最終的に海軍高官の指示により阻止され、実行されなかった。
2020年12月31日、カーティス・ウィルバーとともに台湾海峡を通過した。
2021年9月17日、24年間の前方展開任務を終え、エバレット海軍基地に向け帰国の途に就いた。
。

### 2017年の衝突事故
2017年8月21日、マラッカ海峡シンガポール沖でリベリア船籍の石油タンカー Alnic MC と衝突した。乗組員10人が死亡し、5人が負傷した。左舷後部に被害を受けたジョン・S・マケインは自力航行でシンガポールのチャンギ海軍基地に到着した。米海軍の報道によると、このダメージによって乗組員寝所、機関室、通信室などの近くの区画が浸水しているとの事である。応急修理後、シンガポール沖合でオランダの重量運搬専門海運会社のドックワイズ所有半潜水型重量物運搬船トレジャーに載せられ、横須賀基地に帰港修繕予定であったが、運搬中に新たに船体中央部の右舷側に長さ約10センチの亀裂とへこみができ、「超大型」の台風が接近中であったため、急遽フィリピンのスービック海軍基地へ回航され、横須賀基地に到着後、横須賀海軍施設で修理を行う。
この事故により2017年、太平洋艦隊所属艦艇の衝突事故が相次いだ（1月のイージス巡洋艦アンティータムの人為的ミスによる座礁事故、6月のイージス駆逐艦フィッツジェラルドのコンテナ船衝突事故）事態を受けて米海軍は運用慣行の「包括的な見直し」を行うための「運用一時停止」を指示、同年8月21日の全艦艇の運用一時停止を命じたほか、海軍中将ジョセフ・P・アーコインを第7艦隊司令官から解任した。また、10月11日には艦長と副艦長を、軍幹部からの「信頼を失った」として解任した。2018年1月16日、職務怠慢、艦体を危険にさらした罪、過失致死の罪で元艦長が軍法会議にかけられることが発表された。11月1日に公表された事故報告書によると、衝突の原因は艦制御用コンソールに関する適切な知識を乗組員が欠いていたことにより、事故は回避可能であったと結論付けた。艦内に衝突警報が発令されていなかったことが明らかとなった。
これらの衝突事故の背景として、『ウォール・ストリート・ジャーナル』紙は現場の過剰な負担があると指摘している。過去に会計検査院が報告書でまとめた報告によると、一週間の勤務時間が標準の80時間を超過した108時間に達しているほか、経験不足の水兵が配属されるため経験がある水兵が現場で訓練を施しており、管理・整備のための予算も削減気味であると報じている。
2019年10月28日、修理後初めて試験航海に出航。日本近海で訓練の後、11月3日に横須賀基地に帰港した。

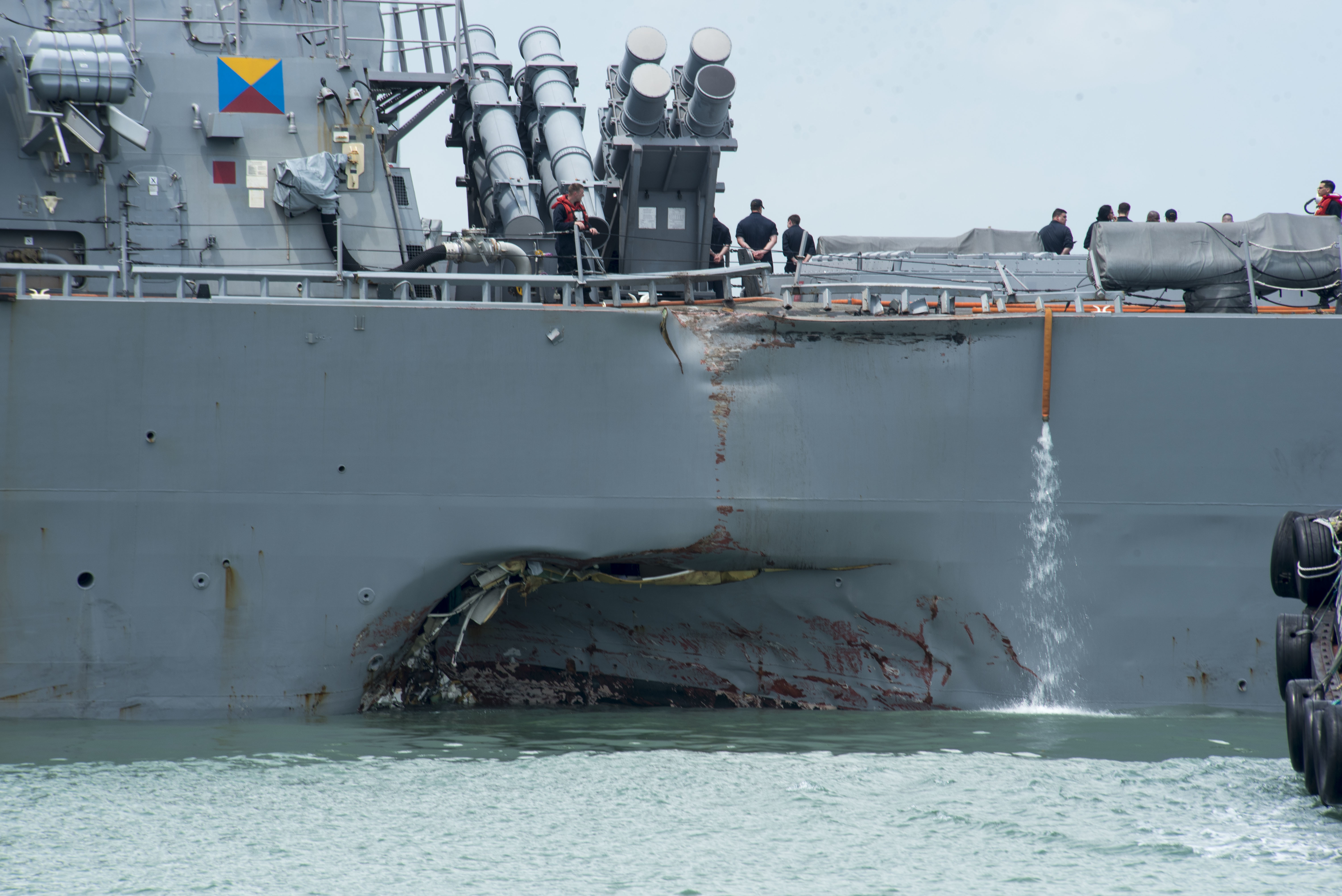
左舷衝突損害部
- アメリカ海軍作戦部長の声明
- チャンギ海軍基地でタグボートに牽引されるジョン・S・マケイン